# Ḩīţeh Ţalā
Ḩīţeh Ţalā (persiska: حیطه طلا) är en ort i Iran.   Den ligger i provinsen Khorasan, i den nordöstra delen av landet, 700 km öster om huvudstaden Teheran. Ḩīţeh Ţalā ligger 1 128 meter över havet och antalet invånare är 228.
Terrängen runt Ḩīţeh Ţalā är platt åt sydväst, men åt nordost är den kuperad.Runt Ḩīţeh Ţalā är det ganska glesbefolkat, med 35 invånare per kvadratkilometer. Närmaste större samhälle är Chenārān, 5,4 km sydväst om Ḩīţeh Ţalā. Omgivningarna runt Ḩīţeh Ţalā är i huvudsak ett öppet busklandskap.